# Tomáš Pekhart
Tomáš Pekhart (Sušice, 26 de maio de 1989) é um futebolista tcheco que atua como atacante. Atualmente joga pelo Légia Varsóvia. 

## Carreira
Ele representou a equipe da República Tcheca no Eurocopa 2012.